# Кубок Словенії з футболу 2005—2006
Кубок Словенії з футболу 2005–2006 — 15-й розіграш кубкового футбольного турніру в Словенії. Титул вперше здобув Копер.

## Календар
| Раунд        | Дата                         | Матчі | Клуби   |
| ------------ | ---------------------------- | ----- | ------- |
| Перший раунд | 24 серпня - 7 вересня 2005   | 7     | 28 → 21 |
| Другий раунд | 14 вересня 2005              | 5     | 21 → 16 |
| 1/8 фіналу   | 28 вересня - 19 жовтня 2005  | 8     | 16 → 8  |
| 1/4 фіналу   | 19 жовтня - 2 листопада 2005 | 4     | 8 → 4   |
| 1/2 фіналу   | 19 квітня/9 травня 2006      | 4     | 4 → 2   |
| Фінал        | 24 травня 2006               | 1     | 2 → 1   |

## Перший раунд
| Команда 1              | Рахунок | Команда 2          |
| ---------------------- | ------- | ------------------ |
| 24 серпня 2005         |         |                    |
| Тишина                 | 3:0     | Холермуоз Ормож    |
| Чреншовці              | 0:4     | Технотім (Песниця) |
| Ядран Декані           | 0:2     | Єсенице            |
| Автоплюс (Корте)       | 3:1     | Доломіті (Доброва) |
| Брда                   | 4:3     | Свобода (Любляна)  |
| Лівар (Іванчна Гориця) | 7:0     | Толмин             |
| 7 вересня 2005         |         |                    |
| Текмі (Іжаковці)       | 1:9     | Малечник           |

## Другий раунд
| Команда 1              | Рахунок      | Команда 2           |
| ---------------------- | ------------ | ------------------- |
| 14 вересня 2005        |              |                     |
| Супернова Триглав      | 0:1          | Брда                |
| Автоплюс (Корте)       | 2:1          | Єсенице             |
| Алюміній               | 5:1          | Тишина              |
| Лівар (Іванчна Гориця) | 4:2          | Малечник            |
| Технотім (Песниця)     | 1:1 пен. 5:4 | Корошка (Дравоград) |

## 1/8 фіналу
| Команда 1              | Рахунок      | Команда 2    |
| ---------------------- | ------------ | ------------ |
| 28 вересня 2005        |              |              |
| Публікум (Цельє)       | 2:0          | Брда         |
| Гориця                 | 2:0          | Примор'є     |
| Автоплюс (Корте)       | 1:0          | Алюміній     |
| Технотім (Песниця)     | 1:8          | Марибор      |
| Бела Країна            | 2:2 пен. 2:4 | Анет (Копер) |
| Лівар (Іванчна Гориця) | 1:0          | Нафта        |
| Рудар (Веленє)         | 1:1 пен. 5:4 | Драва (Птуй) |
| 19 жовтня 2005         |              |              |
| Загор'є                | 0:3          | Домжале      |

## 1/4 фіналу
| Команда 1        | Рахунок | Команда 2              |
| ---------------- | ------- | ---------------------- |
| 19 жовтня 2005   |         |                        |
| Публікум (Цельє) | 5:1     | Лівар (Іванчна Гориця) |
| Марибор          | 1:0     | Автоплюс (Корте)       |
| Рудар (Веленє)   | 0:1     | Гориця                 |
| 2 листопада 2005 |         |                        |
| Анет (Копер)     | 2:1     | Домжале                |

## 1/2 фіналу
| Команда 1               | Заг. | Команда 2    | 1-й матч | 2-й матч |
| ----------------------- | ---- | ------------ | -------- | -------- |
| 19 квітня/9 травня 2006 |      |              |          |          |
| Гориця                  | 1:2  | Анет (Копер) | 0:2      | 1:0      |
| Публікум (Цельє)        | 3:1  | Марибор      | 1:0      | 2:1      |

## Фінал
| 24 травня 2006 |

| Публікум (Цельє) | 1:1      | Копер     |
| ---------------- | -------- | --------- |
| Русич 75'        | Протокол | Рудоня 5' |

| Арена Петрол, Цельє Глядачів: 3 200 Арбітр: Дарко Чеферін |

|                                   |     | Пенальті                                      |  |
| Брезич · Гобец · Урбанч · Крижник | 3:5 | Дробне · Кнезович · Ловречич · Карич · Рудоня |  |